# Едит Хъл
Едит Хъл (на английски: Edith Maude Hull) е английска писателка на бестселъри в жанра любовен роман. Пише под псевдонима Е. М. Хъл (E. M. Hull).

## Биография и творчество
Едит Мод Хъл е родена на 16 август 1880 г. в кв. Хамстед, Лондон, Англия, в семейството на Джеймс Хендерсън, американски корабособственик от Ливърпул, и Кейти Торн, канадка. Като дете пътува много с родителите си, вкл. Алжир, който става фон за произведенията ѝ.
През 1899 г. се омъжва за Пърси Уинстанли Хъл, земеделски производител, и се преместват в Дарбишър. Имат дъщеря – Сесил Уинстани Хъл.
Започва да пише в края на 1910 г. докато съпругът ѝ е мобилизиран за Първата световна война.
Първият ѝ роман „Шейхът“ е публикуван през 1919 г. Главните герои са свободолюбива англичанка и деспотичен арабин, които преживяват любовен сблъсък на фона на пустинни пейзажи и приказни оазиси, след странни премеждия, неочаквани обрати и дълго пазена семейна тайна. Романът бързо става международен бестселър. През 1921 г. романът е екранизиран в едноименния ням филм с участието на Рудолф Валентино, Агнес Айрес и Рут Милър.
Романите на писателката се характеризират с очарованието си от по-великолепните аспекти на живота в пустинята, като земя на буйна любов и примитивни страсти.
Едит Хъл умира на 10 февруари 1947 г. Хазълууд, Дарбишър, Англия.

## Произведения

### Самостоятелни романи
- The Shadow of the East (1924) – издаден и като „The Shadow of the Desert“
- The Desert Healer (1926)
- The Lion Tamer (1928)
- The Captive of the Sahara (1931)
- The Forest of Terrible Things (1939) – издаден и като „Jungle Captive“

### Серия „Щейхът“ (The Sheik)
1. The Sheik (1919)
Шейхът, изд. „Милениум“ (2016), прев. София Петрова
2. Sons of the Sheik (1925)

### Документалистика
- Camping in the Sahara (1926) – пътепис

### Екранизации
- 1921 Шейхът, The Sheik
- 1924 The Shadow of the East
- 1926 Old Loves and New – по романа „The Desert Healer“
- 1926 Синът на шейха, Sons of the Sheik
- 1980 El árabe – ТВ сериал, 3 епизода по „Шейхът“